# 德拉莫特角
67°0′S 144°25′E / 67.000°S 144.417°E
德拉莫特角是南極洲的海岬，最高點是海拔高度520米的亨特山，由澳大利亞探險家率領的探險隊發現，以探險船的資淺船副命名，現時由南極條約體系管理。